# 朱子学

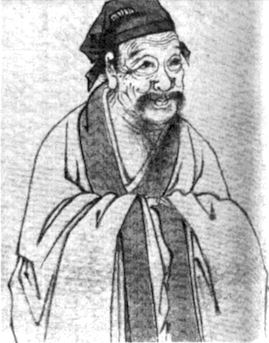
朱熹

朱子学（しゅしがく）とは、南宋の朱熹（1130年-1200年）によって構築された儒教の新しい学問体系。日本で使われる用語であり、中国では、朱熹がみずからの先駆者と位置づけた北宋の程頤と合わせて程朱学（程朱理学）・程朱学派と呼ばれる。また、聖人の道統の継承を標榜する学派であることから、道学とも呼ばれる。
北宋・南宋期の特徴的な学問は宋学と総称され、朱子学はその一つである。また、陸王心学と同じく「理」に依拠して学説が作られていることから、これらを総称して宋明理学（理学）とも呼ぶ。

## 成立の背景
唐・宋の時代に入り、徐々に士大夫層が社会に進出した。彼らは科挙を通過するべく儒教経典の知識を身に着けた人々であり、特に宋に入ると学術尊重の気風が強まった。そのような状況下で、仏教・道教への対抗、またはその受容、儒教の中の正統と異端の分別が盛んになり、士大夫の中から新たな思想・学問が生まれてきた。これが「宋学」であり、その中から朱子学が生まれた。

### 宋学・朱子学の先蹤
唐の韓愈は、新興の士大夫層の理想主義を体現した早期の例で、宋学の源流の一つである。彼の『原道』には、仁・義・道・徳の重視、文明主義・文化主義の立場、仏教・道教の批判、道統の継承など、宋学・朱子学と共通する思想が既に現れている。また、韓愈の弟子の李翺の『復性書』も、『易経』と『中庸』に立脚したもので、宋学に似た内容を備えている。

### 北宋の儒学者
宋学の最初の大師は周敦頤であり、彼は『太極図』『太極図説』を著し、万物の生成を『易経』や陰陽五行思想に基づいて解説した。これは、朱熹の「理」の理論の形成に大きな影響を与えた。更に、彼の『通書』には、宋学全体のモチーフとなる「聖人学んで至るべし」（聖人は学ぶことによってなりうる）の原型が提示されている。学習によって聖人に到達可能であるとする考え方は『孟子』を引き継いだものであり、自分が身を修めて聖人に近づくということだけでなく、他者を聖人に導くという方向性を含んでいた。これも後に程頤・朱熹に継承される。
同じく朱熹に大きな影響を与えた学者として、「二程子」と称される程顥・程頤兄弟が挙げられる。程顥は、万物一体の仁・良知良能の思想を説き、やや後世の陽明学的な面も見られる。一方、程頤は、仁と愛の関係の再定義を通して、体と用の峻別を説き、「性即理」を主張するなど、朱熹に決定的な影響を与える学説を唱えた。更に、程頤は学問の重要な方法として「窮理（理の知的な追求）」と「居敬（専一集中の状態に維持すること）」を説いており、これも後に朱子学の大きな柱となった。
また、「気の哲学」を説いた張載も朱熹に大きな影響を与えた。彼は「太虚」たる宇宙は、気の自己運動から生ずるものであり、そして気が調和を保ったところに「道」が現れると考えた。かつて、唯物史観が主流の時代には、中国の学界では程顥・朱熹の「性即理」を客観唯心論、陸象山・王陽明の「心即理」を主観唯心論、張載と後に彼の思想を継承した王夫之の「気」の哲学を唯物論とし、張載の思想は高く評価された。

### 朱熹の登場
北宋に端を発した道学は、南宋の頃には、士大夫の間にすでに相当の信奉者を得ていた。ここで朱熹が現れ、彼らの学問に首尾一貫した体系を与え、いわゆる「朱子学」が完成された。朱熹の出現は、朱子学の影響するところが単に中国のみにとどまらなかったという点でも、東アジア世界における世界的事件であった。
朱子学を完成させた朱熹は、建炎4年（1130年）に南剣州尤渓県の山間地帯で生まれた。「朱子」というのは尊称。19歳で科挙試験に合格して進士となり、以後各地を転々とした。朱熹は、乾道6年（1170年）に張栻・呂祖謙とともに「知言疑義」を著し、当時の道学の中心的存在であった湖南学に対して疑義を表明すると、「東南の三賢」として尊ばれ、南宋の思想界で勢力を広げた。しかし、張栻・呂祖謙が死去すると、徐々に朱熹を思想面において批判する者が現れた。その一人は陳亮であり、夏殷周三代・漢代の統治をどのように理解するかという問題をめぐって「義利・王覇論争」が展開された。
また、朱熹の論争相手として著名なのが陸九淵であり、淳熙2年（1175年）に呂祖謙の仲介によって両者が対面して行われた学術討論会（鵝湖の会）では、「心即理」の立場の陸九淵と、「性即理」の立場の朱熹が論争を繰り広げた。両者はその後もたびたび討論を行ったが、両者は政治的に近い立場にいた時期もあり、陸氏の葬儀に朱熹が門人を率いて訪れるなど、必ずしも対立していたわけではない。
朱熹は、最後には侍講となって寧宗の指導に当たったが、韓侂冑に憎まれわずか45日で免職となった。韓侂冑の一派は、朱子など道学者に対する迫害を続け、慶元元年（1195年）には慶元党禁を起こし朱熹ら道学一派を追放、著書を発禁処分とした。朱熹の死後、理宗の時期になると、一転して朱熹は孔子廟に従祀されることとなり、国家的な尊敬の対象となった。

## 内容
島田虔次は、朱子学の内容を大きく以下の五つに区分している。
1. 存在論 - 「理気」の説（理気二元論）
2. 倫理学・人間学 - 「性即理」の説
3. 方法論 - 「居敬・窮理」の説
4. 古典注釈学・著述 - 『四書集注』『詩集伝』といった経書注釈、また歴史書『資治通鑑綱目』や『文公家礼』など。
5. 具体的な政策論 - 科挙に対する意見、社倉法、勧農文など。

### 理気説
朱子学では、おおよそ存在するものは全て「気」から構成されており、一気・陰陽・五行の不断の運動によって世界は生成変化すると考えられる。気が凝集すると物が生み出され、解体すると死に、季節の変化、日月の移動、個体の生滅など、一切の現象とその変化は気によって生み出される。
この「気」の生成変化に根拠を与えるもの、筋道を与えるものが「理」である。「理」は、宇宙・万物の根拠を与え、個別の存在を個別の存在たらしめている。「理」は形而上の存在であり、超感覚的・非物質的なものとされる。
「理」は、あるべきようにあらしめる「当然の則」と、その根拠を表す「然る所以の故」を持っている。理と気の関係について、朱熹はどちらが先とも言えぬとし、両者はともに存在するものであるとする。

### 性即理
朱子学において最も重点があるのが、倫理学・人間学であり、「性即理」はその基礎である。「性」がすなわち「理」に他ならず、人間の性が本来的には天理に従う「善」なるものである（性善説）という考え方である。
島田虔次は、性と理に関する諸概念を以下のように整理している。
- 体 - 理 - 形而上 - 道 - 未発 - 中 - 静 - 性
- 用 - 気 - 形而下 - 器 - 已発 - 和 - 動 - 情

「性」は、仁・義・礼・智・信の五常であるが、これは喜怒哀楽の「情」が発動する前の未発の状態である。これは気質の干渉を受けない純粋至善のものであり、ここに道徳の根拠が置かれるのである。一方、「情」は必ず悪いものというわけではないが、気質の干渉を受けた動的状態であり、中正を失い悪に流れる傾向をもつ。ここで、人欲（気質の性）に流れず、天理（本然の性）に従い、過不及のない「中」の状態を維持することを目標とする。

### 居敬・窮理
朱子学における学問の方法とは、聖人になるための方法、つまり天理を存し、人欲を排するための方法に等しい。その方法の一つは「居敬」また「尊徳性」つまり徳性を尊ぶこと、もう一つは「窮理（格物致知）」また「道問学」つまり知的な学問研究を進めることである。
朱熹が儒教の修養法として「居敬・窮理」を重視するのは、程顥の以下の言葉に導かれたものである。
ここから、朱熹は経書の文脈から居敬・窮理の二者を抽出し、儒教的修養法を整理した。三浦國雄は、この二者の関係は智顗『天台小止観』による「止」と「観」の樹立の関係に相似し、仏教の修養法との共通点が見られる。
「居敬」とは、意識の高度な集中を目指す存心の法のこと。但し、静坐や坐禅のように特定の身体姿勢に拘束されるものではなく、むしろ動・静の場の両方において行われる修養法である。また、道教における養生法とは異なり、病の治癒や長生は目的ではなく、あくまで心の修養を目的としたものであった。
「窮理」とは、理を窮めること、『大学』でいう「格物致知」のことで、事物の理をその究極のところまで極め至ろうとすることを
指す。以下は、朱熹が「格物致知」を解説した一段である。
朱熹のこの説は、もともと程顥の影響を受けたものであり、朱熹注の『大学』に附された「格物補伝」に詳しく記されている。
儒教的世界観の中で全てを説明する朱子学は仏教と対立し、やがて中国から仏教的色彩を帯びたものの一掃を試みていくこととなる。

### 古典注釈学・著述

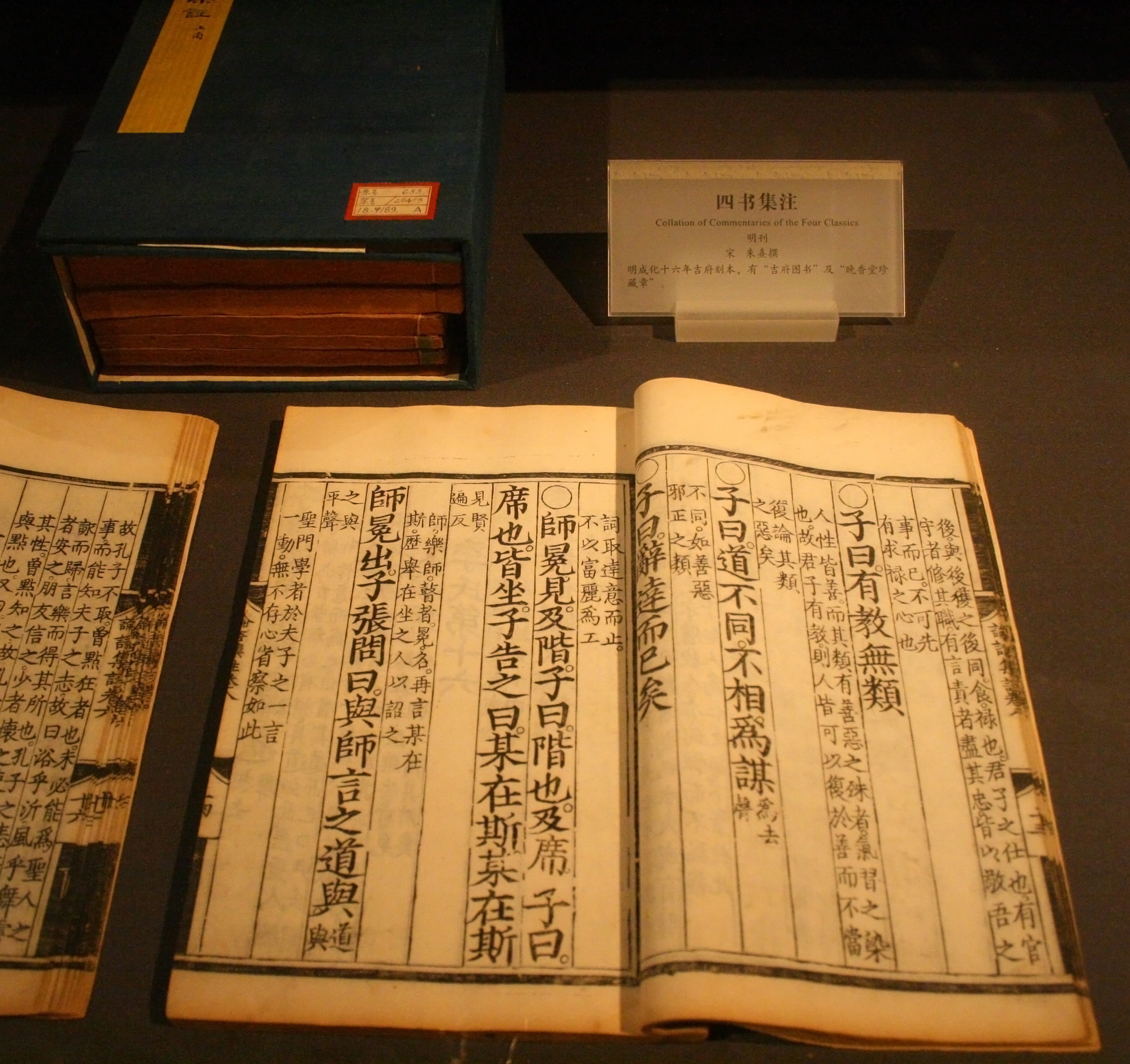
『四書集注』

朱熹やその弟子たちは、経書に注釈を附す、または経書そのものを整理するという方法によって学問研究を進め、自分の意見を表明した。特に、『礼記』の中の一篇であった「大学」「中庸」を独自の経典として取り出したのは朱熹に始まる。更に、朱熹は『大学』のテキストを大幅に改定して「経」一章と「伝」十章に整理し、脱落を埋めるために自らの言葉で「伝」を補うこともあった。
宋学においては孔子の継承者として孟子が非常に重視され、従来は諸子百家の書であった『孟子』が、経書の一つとしての位置づけを得ることになった。『大学』『中庸』『孟子』に『論語』を加えた四種の経書が「四書」と総称され、朱熹はその注釈書として『四書集注』を制作した。これにより、古典学の中心が五経から四書へと移行した。

### 具体的な政策論
朱熹の思想は、同時代の諸派の中では急進的な革新思想であり、その批判の対象は高級官僚や皇帝にも及んだ。朱熹の現実政治への提言は非常に多く、上奏文が数多く残されている。朱熹は、理想の帝王としての古の聖王の威光を借りる形で、現実の皇帝を叱咤激励した。また、朱熹は地方官として熱心に仕事に当たったことでも知られ、飢饉の救済や税の軽減、社倉法といった社会施設の創設なども行っている。
朱熹の説を信奉し、慶元党禁の後の朱子学の再興に力を尽くした真徳秀は、数々の役職を歴任し、数十万言の上奏を行うなど、積極的に政治に参加している。

## その後の展開

### 元代
朱子学は元代に入るころには南方では学問の主流となり、許衡・劉因によって北方にも広まった。これに呉澄を加えた三人は元の三大儒と呼ばれる。許衡の学は真徳秀から引き継がれた熊禾の全体大用思想を受け、知識思索の面よりも精神涵養を重視した。呉澄は朱子学を説きながらも陸学を称賛し、朱陸同異論の端緒を開いた。
延祐元年(1314年)、元朝が中断していた科挙を再開した際、学科として「四書」を立て、その注釈として朱熹の『四書集注』が用いられた。つまり、科挙が準拠する経書解釈として朱子学が国家に認定されたのであり、これによって朱子学は国家教学としてその姿を変えることになった。

### 明代
明代の初期、朱子学者である宋濂が朱元璋のもとで礼学制度の裁定に携わったほか、王子充が『元史』編纂の統括に当たった。国家教学となった朱子学は、変わらず科挙に採用され、国家的な注釈として朱子学に基づいて『四書大全』『五経大全』『性理大全』が制作された。
明代の朱子学思想の発達の端緒に挙げられるのは薛瑄・呉与弼である。ともに呉澄と似た傾向を有し、朱子学の博学致知の面はやや希薄になり、精神涵養の面が強調された。特に呉与弼の門下には陳献章が出て、陸象山の心学と共通する思想を強調し陽明学の先駆的役割を果たしたため、呉与弼は「明学の祖」とも呼ばれる。
薛瑄は純粋な朱子学の信奉者で、理気二元論を深く理解していた。同じく胡居仁も朱子学を信奉し、特に仏教・道教などの異端を批判する議論を積極的に展開した。陽明学の勃興と時を同じくした朱子学者が羅欽順であり、彼は陽明学を激しく批判し、その良知説や格物説、王陽明の「朱子晩年定論」などに異論を唱えた。
明末には、東林党が活動し、体得自認と気節清議に務め、国内外の多難に対して清議を唱えて節義を全うした。

### 清代
清代に入ると、朱子学・陽明学から転換し、考証学と呼ばれる経書に対するテキスト考証の研究が盛んになった。この原因については、明末に朱子学・陽明学が空虚な議論に終始したことに対する全面的な反発と見る説が一般的で、そこに文字の獄に代表される清朝の知識人弾圧が加わり、研究者の関心が訓詁考証の学に向かわざるを得なかったとされる。
一方、中国思想研究者の余英時は、考証学は朱子学・陽明学に対する反発と見る説と、朱子学・陽明学の影響が考証学にも及んでいると見る説があることを述べた上で、宋以後の儒学は当初から尊徳性・道問学の両方向を不可分に持っていたのであり、考証学は宋学の反対物ではなく、宋学が考証学に発展しうる内在的要因があったことと説明する。
京都工芸繊維大学名誉教授の衣川強は、理宗以来の朱子学の国家教学化の動き（科挙における他説の排除など）を中国史の転機と捉え、多様的な学説・思想が許容されることで儒学を含めた新しい学問・思想が生み出されて発展してきた中国社会が朱子学による事実上の思想統制の時代に入ることによって変質し、中国社会の停滞、ひいては緩やかな弱体化の一因になったと指摘している。
清代の朱子学者として、湯斌・李光地・呂留良・張履祥・張伯行・陸隴其・魏象枢のほか、桐城派の方苞・方東樹ら、清末湖南の唐鑑・賀長齢・羅沢南・曽国藩らがいる。

## 朝鮮半島への影響
朱子学は13世紀には元に留学した安裕によって朝鮮半島に伝わり、朝鮮王朝の国家の統治理念として用いられた。朝鮮はそれまでの高麗の国教であった仏教を排し、朱子学を唯一の学問（官学）とした。そのため朱子学は今日まで朝鮮の文化に大きな影響を与えている。特に李氏朝鮮時代、国家教学として採用され、朱子学が朝鮮人の間に根付いた。日常生活に浸透した朱子学を思想的基盤とした両班は、知識人・道徳的指導者を輩出する身分階層に発展した。
高麗の末期の白頤正、李斉賢、李穑、鄭夢周、鄭道伝らが安裕の跡を継承し、その後は權陽村らが崇儒抑仏に貢献した。李氏朝鮮時代に入ると朝鮮朱子学はより一層発展した。その初期には、死六臣・生六臣や趙光祖など、特に実践の方向（政治・文章・通経明史）で展開し、徐々に形而上学的な根拠確立の問題追求に向かうようになった。
16世紀には李滉（李退渓）・李珥（李栗谷）の二大儒者が現れ、より朱子学の議論が深められた。李退渓は「主理派」と呼ばれ、徹底した理気二元論から理尊気卑を唱え、その思想は後に嶺南地方で受け継がれた。一方、李栗谷は「主気派」とされ、気発理乗の立場から理気一途説を唱え、その思想は京畿地方で受け継がれた。のち、権尚夏の門下の韓元震と李柬が「人物性同異」の問題（人と動物などの性は同じか否か）をめぐって論争になり、主気派の「湖学」と主理派の「洛学」の間で湖洛論争が交わされた。
朝鮮の朱子学受容の特徴として、李朝500年間にわたって、仏教はもちろん、儒教の一派である陽明学ですら異端として厳しく弾圧し、朱子学一尊を貫いたこと、また、朱熹の「文公家礼」（冠婚葬祭手引書）を徹底的に制度化し、朝鮮古来の礼俗や仏教儀礼を儒式に改変するなど、朱子学の研究が中国はじめその他の国に例を見ないほどに精密を極めたことが挙げられる。こうした朱子学の純化が他の思想への耐性のなさを招き、それが朝鮮の近代化を阻む一要因となったとする見方もある。

## 琉球への影響
17世紀後半から18世紀にかけて活躍した詩人・儒学者の程順則は、琉球王朝時代の沖縄で最初に創設された学校である明倫堂創設建議を行うなど、琉球の学問に大きく貢献した。清との通訳としても活動し、『六諭衍義』を持ち帰って琉球に頒布した。この書は琉球を経て日本にも影響を与えている。
沖縄学者伊波普猷は、朱子学の弊害について「仮りに沖縄人に扇子の代りに日本刀を与え、朱子学の代りに陽明学を教えたとしたら、どうであったろう。幾多の大塩中斎が輩出して、琉球政府の役人はしばしば腰を抜かしたに相違ない。」と述べている。

## 日本への影響

### 朱子学の日本伝来
土田 (2014)の整理に従い、朱子学の日本伝来のうち初期の例を以下に示す。
1. 年代的に早いものとしては、臨済宗の栄西、律宗の俊芿、臨済宗の円爾などが南宋に留学し多くの書物を持ち帰ったことから、朱子学の紹介者とされる[65][注釈 1]。
2. 南北朝時代には虎関師錬が禅宗の僧侶の中ではいち早く道学を論難した。その門下の中巌円月も道学に対する仏教の優位を述べる。また、義堂周信は『四書』の価値や新注・古注の相違に言及している[65]。
3. 室町時代の一条兼良の『尺素往来』には、朝廷の講義で道学の解釈が採られ始めたことが記録されている[65]。
4. 博士家では、清原宣賢が道学を重視した[65]。

ほか、北畠親房の『神皇正統記』や、楠木正成の出処進退には朱子学の影響があるとの説もあるが、土田 (2014, p. 44-48)は慎重な姿勢を示し、日本の思想史の中に活きた形で朱子学を取り込んだ最初期の人物としては、清原宣賢・岐陽方秀とその門人を挙げる。また、室町時代には朱子学は地方にも広まっており、桂庵玄樹は明への留学後、応仁の乱を避けて薩摩まで行き、蔡沈の『書集伝』を用いて講義をし、ここから薩南学派が始まった。また、土佐では南村梅軒が出て海南学派が始まった。

### 江戸時代

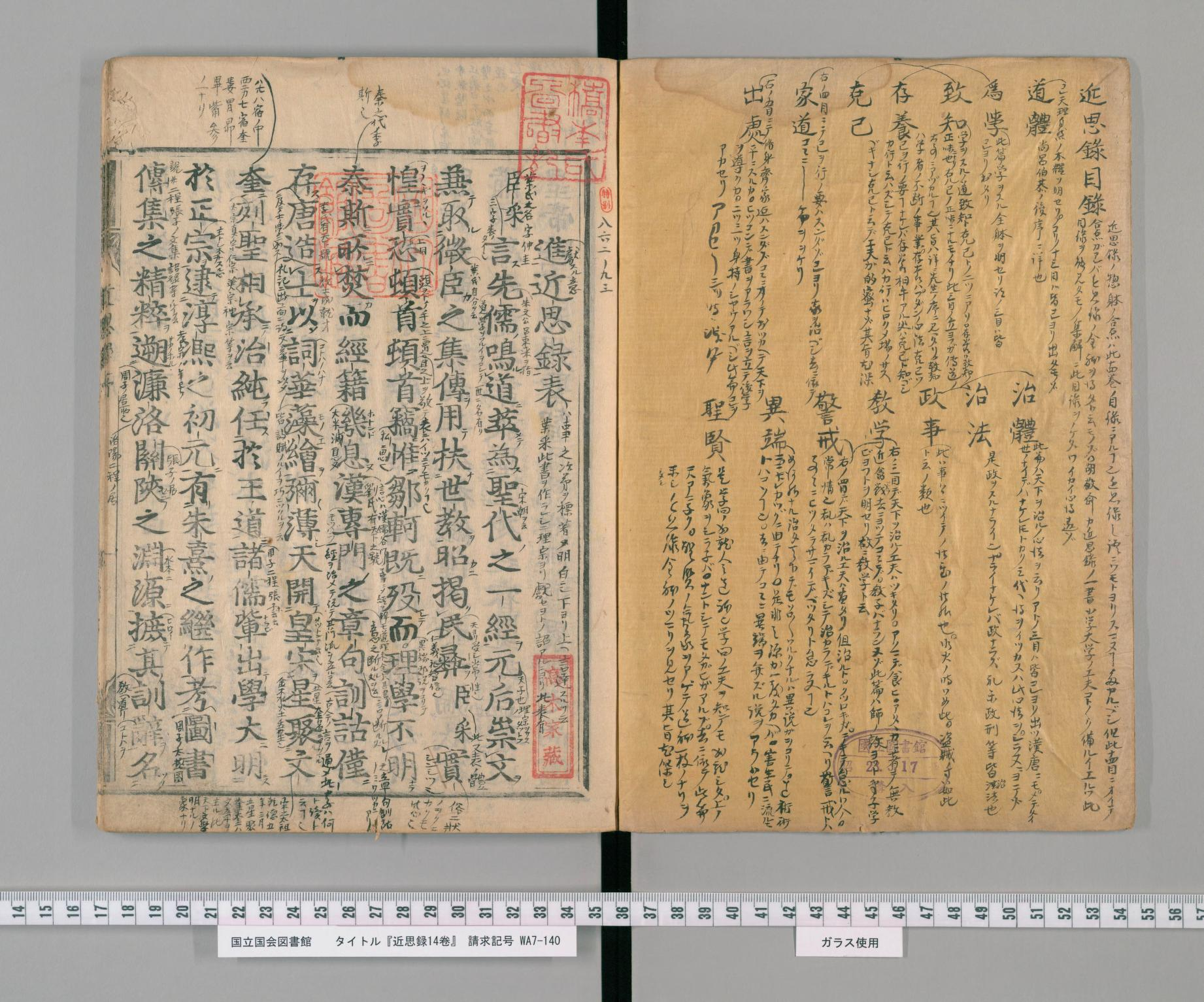
朱子学入門書である『近思録』の和刻本（寛永年間の古活字版）。日本語でのおびただしい書き入れが見受けられる。

江戸時代の朱子学の嚆矢として、藤原惺窩が挙げられる。室町時代まで、日本の朱子学は仏教の補助学という立ち位置にある場合が多かったが、彼は朱子学を仏教から独立させようとした。実際には彼の思想は純粋な朱子学ではなく、陸九淵の思想や林兆恩の解釈を交えており、諸学派融合的な方向性を有している。惺窩以来京都に伝わった朱子学を「京学派」と呼び、その一人に木下順庵がいる。その門下からは新井白石、室鳩巣、祇園南海、雨森芳洲らが出た。詩文の応酬が多く見られるのが京学派の特徴で、思想家として自己主張を行うというよりも、自身の教養の中核に朱子学があり、文芸活動が盛んであった。
また、山崎闇斎から、朱子学の純粋な理解を目指す学風が始まった。彼は仏教に対する儒教の特質を「三綱」と「五常」に見て、社会的倫理規範を重視した。闇斎の学派は「崎門」と呼ばれ、浅見絅斎・佐藤直方・三宅尚斎らが出たが、闇斎が後に神道に傾斜したことによって主要な門弟と齟齬が生じ、多くは破門された。ただ、厳格さを特徴とするこの学派は驚異的な持続性を見せ、明治まで継続した。
幕府に仕えた朱子学者である林羅山は、将軍への進講、和文注釈書の作成、学者の育成など、朱子学を軸にした啓蒙活動を積極的に行った。林羅山の子の林鵞峰も同じく啓蒙的活動に力を入れ、儒家の家元としての林家の確立に尽力した。
当初は朱子学を信奉したが、後に転向し反朱子学の主張を取るようになった学者として伊藤仁斎がいる。仁斎は朱子学・陽明学・仏教を受容したうえで、それらを否定し、日常道徳が独立して成立する根拠を究明した。そして、仁斎学と朱子学をまとめて批判することで自分の立場を鮮明にしたのが荻生徂徠である。徂徠は、朱熹『論語集注』と仁斎『論語古義』を批判しながら、自己の主張を展開し、『論語徴』を著した。
山崎闇斎らの朱子学の純粋化を求める思想と、伊藤仁斎らの反朱子学的思想の形成はほぼ同時期である。土田 (2014, pp. 96–97)は、朱子学があったからこそ思想表現が可能になった反朱子学が登場したのであり、朱子学と反朱子学の議論の土台が形成されたことが、江戸時代の思想形成に大きな影響を与えたと述べている。たとえば、反朱子学を主張した伊藤仁斎は、自分の主張を理論化する際には朱子学の問題意識と思想用語を利用し、朱子学との対比から自分の思想を確立した。
松平定信は、1790年（寛政2年）に寛政異学の禁を発したが、この時期は多くの藩で藩校を立ち上げる時期に当たり、各地で幕府に倣って朱子学を採用する傾向を促進した。この頃の学者としては、尾藤二洲・古賀精里・柴野栗山ら「寛政の三博士」のほか、林述斎・頼春水・菅茶山・西山拙斎らがいる。二洲や拙斎を含め、この時期には徂徠学から朱子学に逆に転向してくる学者が多かった。

### 明治時代
朱子学の思想は、近代日本にも影響を与えたとされる。「学制」が制定された当時、教科の中心であった儒教は廃され、西洋の知識・技術の習得が中心となった。その後、明治政府は自由民権運動の高まりを危惧し、それまでの西洋の知識・技術習得を重視する流れから、仁義忠孝を核とした方針に転換した。1879年の「教学聖旨」、1882年「幼学綱要」に続き、1890年（明治23年）、山縣有朋内閣のもと、『教育勅語』が下賜された。明治天皇の側近の儒学者である元田永孚の助力があったことから、『教育勅語』には儒教朱子学の五倫の影響が見られる。
また、1882年（明治15年）に明治天皇から勅諭された『軍人勅諭』にも儒教の影響が見られる。『軍人勅諭』には忠節、礼儀、武勇、信義、質素の5か条の解説があり、これらは儒教朱子学における五常・五論の影響が見られる。この「軍人勅諭」は、後の1941年（昭和16年)に発布された『戦陣訓』にも強く影響を与え、第二次世界大戦時の全軍隊の行動に大きく影響を与えた。

### 後世の評価
日本思想史研究者の丸山眞男は、徳川政権に適合した朱子学的思惟が解体していく過程に、日本の近代的思惟への道を見出した。但し、この見解には批判も寄せられており、少なくとも江戸時代の朱子学人口は徐々に増加する傾向にあり、儒学教育の基礎作りとしての朱子学の役割は変わらず大きかった。江戸時代には『四書』また『四書集注』、『近思録』といった朱子学関連の書籍は数多く出版されてよく読まれ、朱子学は江戸時代の基礎教養という役割を担っていた。

## 基本文献
『四書集注』朱熹が『大学』『中庸』『孟子』『論語』の「四書」に対して制作した注釈書。『大学』『中庸』には「或問」が附されており、特に『大学或問』は朱子学のエッセンスを伝えるものとされる。
『近思録』北宋四子の発言をテーマ別に抜粋したもの。朱熹・呂祖謙の共編。朱熹は、本書は四書を読む際の入門書であると言い、日本でも『十八史略』や『唐詩選』と並んでインテリの必読書として普及した。のちに宋の葉采・清の茅星来や江永らによって注釈が作られた。
『伊洛淵源録』朱熹編。伊洛（二程子のこと）の学問の由来を明らかにするために、周敦頤・程顥・程頤・邵雍・張載やその弟子たちの事跡・墓誌銘・遺書・逸話などを集めた本。
『周子全書』明の徐必達が周敦頤の著作を集めたもの。周敦頤の著作はほとんど残されていないが、『太極図』『太極図説』『通書』に対して朱熹が「解」をつけたものが残されており、これらが収録されている。
『河南程氏遺書』朱熹が程顥・程頤の発言を整理したもの、加えて『程氏外書』もある。ほか、『明道先生文集』『伊川先生文集』『周易程氏伝』『経説』、そして楊時編『程氏粋言』もあり、これらをまとめて『二程全書』という。二程の発言は、どれがどちらのものか混乱が生じている場合があり、注意が必要である。
『周易本義』朱熹による『易経』に対する注釈。易数に関する研究書の『易学啓蒙』もある（蔡元定との共著）。
『書集伝』『書経』の注釈だが、朱熹の生前に完成せず、弟子の蔡沈によって完成した。
『詩集伝』朱熹による『詩経』に対する注釈。
『儀礼経伝通解』「礼」に関する体系的な編纂書で、朱熹の没後にも継続して編纂された。より具体的な冠婚葬祭の手順を明示する『家礼（文公家礼）』もある。
『五朝名臣言行録』朱熹が、北宋の朝廷を担った名臣たちの言動を検証する歴史書。ほか、『三朝名臣言行録』『八朝名臣言行録』もある。
『資治通鑑綱目』司馬光『資治通鑑』を朱熹が再検証した歴史書。
『西銘解』張載の『西銘』に対して朱熹が注釈をつけたもの。
『朱子語類』朱熹とその門人が交わした座談の筆記集。門人別のノートが黎靖徳によって集大成され、テーマ別に再編成された。当時の俗語が多く見られ、言語資料としても価値が高い。